# Revisionism (marxism)
Revisionism är ursprungligen i socialistisk och marxistisk retorik en beskrivning av en omförhandling/omarbetning/förändring av marxistisk doktrin. Ordet revisionist har använts för att beskriva politiker som Eduard Bernstein och Karl Kautsky, som ville förändra Karl Marx lära. I huvudsak handlade deras förändringar i marxistisk teori om att revolutionen inte var nödvändig för att uppnå socialismen, utan lösningen var reformer inom det bestående samhället.
1898 publicerade Tomáš Garrigue Masaryk "Jak Pracovat?" som blev mycket uppmärksammad. I den ifrågasattes om marxismen kunde ge svar på alla frågor i samtiden. I debatten som följdes kom begreppet "Marxismens kris" att myntas. Eduard Bernstein menade att marxismen måste revideras för att kunna ligga till grund för en socialistisk politik. Medelklassen och tjänstemannagrupperna ökade, samtidigt som de sociala skillnaderna mellan dessa minskade. Enligt Bernstein skulle denna utveckling leda till att kapitalismen urholkades och på sikt skulle leda till framväxten av en socialistisk politik utan de omstörtningar Marx hade förutspått. Konflikter mellan anhängare till Bernstein och traditionella marxister kom att ge upphov till den så kallade revisionismstriden mellan Bernsteins anhängare och mer renläriga och revolutionära marxister. Även till Sverige, där den tyska socialdemokratin länge utgjort den främsta impulskälla spred sig schismen.

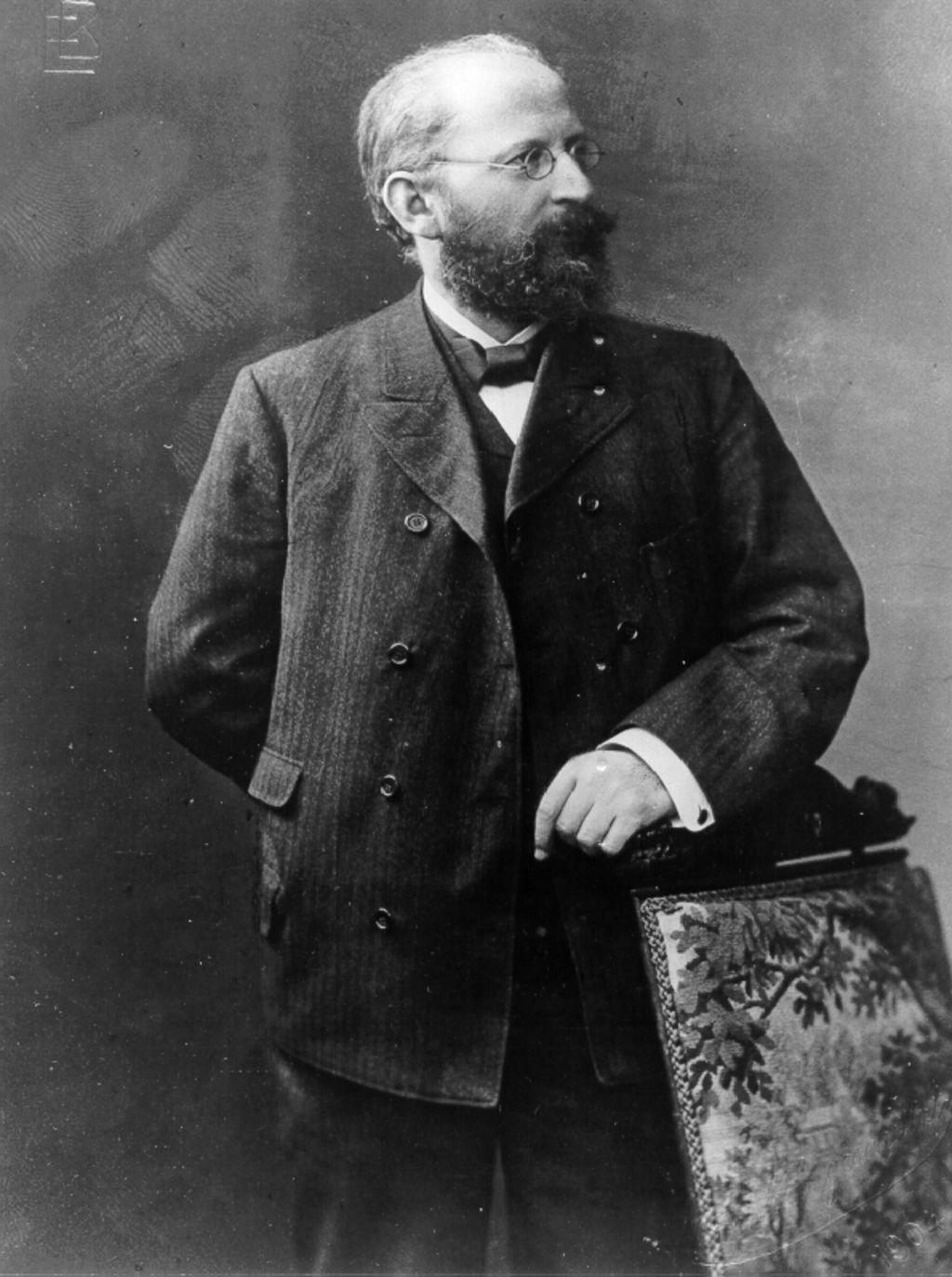
Eduard Bernstein var en tidig revisionist.

Eduard Bernstein förordade praktisk politik i samarbete med borgerliga partier istället för revolution. Hans teorier har följts av 1900-talets socialdemokratiska partier. Numera är revisionism ett förklenande uttryck för försök att anpassa den marxistiska ideologin till olika förhållanden samt benämning på varje kommunistisk högeravvikelse.

## Modern revisionism
Beskrivningen modern revisionism har senare även använts på ledande sovjetiska politiker som, efter Stalins död, framlade tesen om fredligt samförstånd istället för klasskamp. 
Motsatsen till revisionism är antirevisionism.